# Big (filme)
Big (prt: Big; bra: Quero Ser Grande) é um filme norte-americano de 1988, responsável pela primeira indicação de Tom Hanks ao Oscar. O filme, dirigido por Penny Marshall, trata de uma criança que, através de uma misteriosa máquina cigana, se torna um adulto.

## Enredo
Josh Baskin, de 12 anos, mora com seus pais e sua irmã pequena Rachel, em Cliffside Park, Nova Jersey. Certa noite, ele é humilhado por garotos mais velhos por não ter altura o suficiente para entrar em uma montanha-russa de um parque de diversões. Josh vai até  uma máquina de desejos cigana chamada Zoltar e pede para ser "grande". No dia seguinte, surpreendentemente, ele se vê transformado num homem de 30 anos. Ao tentar contar a verdade para sua mãe, ela o expulsa de casa achando se tratar de um invasor. 
Josh convence seu melhor amigo, Billy Kopecki, de sua identidade ao cantar uma "canção secreta" que apenas eles dois conheciam. Com a ajuda de Billy, ele aluga um apartamento em Manhattan e consegue um emprego numa empresa de brinquedos, a MacMillan Toy Company.
Uma das cenas mais memoravéis do filme ocorre entre Josh e o Sr. MacMillan (o chefe da companhia). Os dois se encontram numa loja de brinquedos FAO Schwarz, e Josh o impressiona por seu entusiasmo. Os dois acabam realizando um dueto num teclado eletrônico gigante, onde tocam "Chopsticks" e "Heart & Soul". Isso rende a Josh o emprego de seus sonhos: Passar o dia inteiro testando brinquedos - e ser pago por isso. 
Seu sucesso na empresa atrai a atenção de uma colega, Susan, e os dois iniciam um relacionamento para o desgosto de Davenport, o ex-namorado de Susan e colega de trabalho dos dois. Num dado momento, Josh se vê tendo de escolher entre viver como um adulto com Susan ou retornar à sua família como uma criança.  Com a ajuda de Billy, Josh reecontra a máquina Zoltar. Josh tenta convencer Susan a se juntar a ele, mas ela demonstra não estar disposta a reviver sua adolescência. Ele retorna ao normal e ela o deixa na frente de casa, dizendo que eles poderiam se reencontrar no futuro. Ele se despede de Susan pela última vez, antes de reencontrar sua mãe.

## Elenco
| Ator              | Papel                |
| ----------------- | -------------------- |
| Tom Hanks         | Joshua "Josh" Baskin |
| David Moscow      | Josh Baskin          |
| Elizabeth Perkins | Susan Lawrence       |
| Robert Loggia     | Sr. MacMillan        |
| John Heard        | Paul Davenport       |
| Jared Rushton     | Billy Kopecki        |
| Jon Lovitz        | Scotty Brennen       |
| Mercedes Ruehl    | Mrs. Baskin          |
| Josh Clark        | Mr. Baskin           |
| Debra Jo Rupp     | Miss Patterson       |

## Recepção
O filme foi aclamado de forma praticamente unânime, apresentando uma aprovação de 98% no site Rotten Tomatoes.
A cena do teclado já foi homenageada diversas vezes. Nos jogos Pokémon Ruby e Sapphire, o filme está sendo exibido na televisão da casa do personagem principal. Na série de televisão The Simpsons, no episódio Lisa vs. Malibu Stacy, Homer emula a cena, cantando "Rock Around The Clock" do cantor estadunidense Bill Haley e o tema da série.

### Premiações
- Duas indicações ao Oscar: Melhor Ator (Tom Hanks) e Melhor Roteiro Original.
- Globo de Ouro na categoria de Melhor Ator - Comédia/Musical (Tom Hanks), além de ter sido indicado na categoria de Melhor Filme - Comédia/Musical.